# Савченко, Владимир Григорьевич
Владимир Григорьевич Савченко (19 января 1942, Ткибули — 14 апреля 1983, Ростов-на-Дону) — советский шахматный композитор; мастер спорта СССР по шахматной композиции (1975); работал главным образом в области четырёх- и многоходовых задач. Финалист трёх личных чемпионатов СССР; 11-й чемпионат (1973) — 1-е, 9-й (1969) — 4-е, 10-й (1971) — 5-е места.

## Задачи
|   | a | b | c | d | e | f | g | h |   |
| - | --- | --- | --- | --- | --- | --- | --- | --- | - |
| 8 | a7 чёрный слон · h7 чёрная пешка · a6 чёрная пешка · b6 чёрная пешка · f5 белый слон · g5 белый слон · b4 белая пешка · c4 белая пешка · d4 белая пешка · a3 белый конь · b3 чёрная пешка · a2 чёрная пешка · b2 белый король · e2 чёрная пешка · h2 чёрная пешка · d1 чёрный король · e1 чёрная ладья · f1 чёрный слон · h1 чёрная ладья | a7 чёрный слон · h7 чёрная пешка · a6 чёрная пешка · b6 чёрная пешка · f5 белый слон · g5 белый слон · b4 белая пешка · c4 белая пешка · d4 белая пешка · a3 белый конь · b3 чёрная пешка · a2 чёрная пешка · b2 белый король · e2 чёрная пешка · h2 чёрная пешка · d1 чёрный король · e1 чёрная ладья · f1 чёрный слон · h1 чёрная ладья | a7 чёрный слон · h7 чёрная пешка · a6 чёрная пешка · b6 чёрная пешка · f5 белый слон · g5 белый слон · b4 белая пешка · c4 белая пешка · d4 белая пешка · a3 белый конь · b3 чёрная пешка · a2 чёрная пешка · b2 белый король · e2 чёрная пешка · h2 чёрная пешка · d1 чёрный король · e1 чёрная ладья · f1 чёрный слон · h1 чёрная ладья | a7 чёрный слон · h7 чёрная пешка · a6 чёрная пешка · b6 чёрная пешка · f5 белый слон · g5 белый слон · b4 белая пешка · c4 белая пешка · d4 белая пешка · a3 белый конь · b3 чёрная пешка · a2 чёрная пешка · b2 белый король · e2 чёрная пешка · h2 чёрная пешка · d1 чёрный король · e1 чёрная ладья · f1 чёрный слон · h1 чёрная ладья | a7 чёрный слон · h7 чёрная пешка · a6 чёрная пешка · b6 чёрная пешка · f5 белый слон · g5 белый слон · b4 белая пешка · c4 белая пешка · d4 белая пешка · a3 белый конь · b3 чёрная пешка · a2 чёрная пешка · b2 белый король · e2 чёрная пешка · h2 чёрная пешка · d1 чёрный король · e1 чёрная ладья · f1 чёрный слон · h1 чёрная ладья | a7 чёрный слон · h7 чёрная пешка · a6 чёрная пешка · b6 чёрная пешка · f5 белый слон · g5 белый слон · b4 белая пешка · c4 белая пешка · d4 белая пешка · a3 белый конь · b3 чёрная пешка · a2 чёрная пешка · b2 белый король · e2 чёрная пешка · h2 чёрная пешка · d1 чёрный король · e1 чёрная ладья · f1 чёрный слон · h1 чёрная ладья | a7 чёрный слон · h7 чёрная пешка · a6 чёрная пешка · b6 чёрная пешка · f5 белый слон · g5 белый слон · b4 белая пешка · c4 белая пешка · d4 белая пешка · a3 белый конь · b3 чёрная пешка · a2 чёрная пешка · b2 белый король · e2 чёрная пешка · h2 чёрная пешка · d1 чёрный король · e1 чёрная ладья · f1 чёрный слон · h1 чёрная ладья | a7 чёрный слон · h7 чёрная пешка · a6 чёрная пешка · b6 чёрная пешка · f5 белый слон · g5 белый слон · b4 белая пешка · c4 белая пешка · d4 белая пешка · a3 белый конь · b3 чёрная пешка · a2 чёрная пешка · b2 белый король · e2 чёрная пешка · h2 чёрная пешка · d1 чёрный король · e1 чёрная ладья · f1 чёрный слон · h1 чёрная ладья | 8 |
| 7 | a7 чёрный слон · h7 чёрная пешка · a6 чёрная пешка · b6 чёрная пешка · f5 белый слон · g5 белый слон · b4 белая пешка · c4 белая пешка · d4 белая пешка · a3 белый конь · b3 чёрная пешка · a2 чёрная пешка · b2 белый король · e2 чёрная пешка · h2 чёрная пешка · d1 чёрный король · e1 чёрная ладья · f1 чёрный слон · h1 чёрная ладья | a7 чёрный слон · h7 чёрная пешка · a6 чёрная пешка · b6 чёрная пешка · f5 белый слон · g5 белый слон · b4 белая пешка · c4 белая пешка · d4 белая пешка · a3 белый конь · b3 чёрная пешка · a2 чёрная пешка · b2 белый король · e2 чёрная пешка · h2 чёрная пешка · d1 чёрный король · e1 чёрная ладья · f1 чёрный слон · h1 чёрная ладья | a7 чёрный слон · h7 чёрная пешка · a6 чёрная пешка · b6 чёрная пешка · f5 белый слон · g5 белый слон · b4 белая пешка · c4 белая пешка · d4 белая пешка · a3 белый конь · b3 чёрная пешка · a2 чёрная пешка · b2 белый король · e2 чёрная пешка · h2 чёрная пешка · d1 чёрный король · e1 чёрная ладья · f1 чёрный слон · h1 чёрная ладья | a7 чёрный слон · h7 чёрная пешка · a6 чёрная пешка · b6 чёрная пешка · f5 белый слон · g5 белый слон · b4 белая пешка · c4 белая пешка · d4 белая пешка · a3 белый конь · b3 чёрная пешка · a2 чёрная пешка · b2 белый король · e2 чёрная пешка · h2 чёрная пешка · d1 чёрный король · e1 чёрная ладья · f1 чёрный слон · h1 чёрная ладья | a7 чёрный слон · h7 чёрная пешка · a6 чёрная пешка · b6 чёрная пешка · f5 белый слон · g5 белый слон · b4 белая пешка · c4 белая пешка · d4 белая пешка · a3 белый конь · b3 чёрная пешка · a2 чёрная пешка · b2 белый король · e2 чёрная пешка · h2 чёрная пешка · d1 чёрный король · e1 чёрная ладья · f1 чёрный слон · h1 чёрная ладья | a7 чёрный слон · h7 чёрная пешка · a6 чёрная пешка · b6 чёрная пешка · f5 белый слон · g5 белый слон · b4 белая пешка · c4 белая пешка · d4 белая пешка · a3 белый конь · b3 чёрная пешка · a2 чёрная пешка · b2 белый король · e2 чёрная пешка · h2 чёрная пешка · d1 чёрный король · e1 чёрная ладья · f1 чёрный слон · h1 чёрная ладья | a7 чёрный слон · h7 чёрная пешка · a6 чёрная пешка · b6 чёрная пешка · f5 белый слон · g5 белый слон · b4 белая пешка · c4 белая пешка · d4 белая пешка · a3 белый конь · b3 чёрная пешка · a2 чёрная пешка · b2 белый король · e2 чёрная пешка · h2 чёрная пешка · d1 чёрный король · e1 чёрная ладья · f1 чёрный слон · h1 чёрная ладья | a7 чёрный слон · h7 чёрная пешка · a6 чёрная пешка · b6 чёрная пешка · f5 белый слон · g5 белый слон · b4 белая пешка · c4 белая пешка · d4 белая пешка · a3 белый конь · b3 чёрная пешка · a2 чёрная пешка · b2 белый король · e2 чёрная пешка · h2 чёрная пешка · d1 чёрный король · e1 чёрная ладья · f1 чёрный слон · h1 чёрная ладья | 7 |
| 6 | a7 чёрный слон · h7 чёрная пешка · a6 чёрная пешка · b6 чёрная пешка · f5 белый слон · g5 белый слон · b4 белая пешка · c4 белая пешка · d4 белая пешка · a3 белый конь · b3 чёрная пешка · a2 чёрная пешка · b2 белый король · e2 чёрная пешка · h2 чёрная пешка · d1 чёрный король · e1 чёрная ладья · f1 чёрный слон · h1 чёрная ладья | a7 чёрный слон · h7 чёрная пешка · a6 чёрная пешка · b6 чёрная пешка · f5 белый слон · g5 белый слон · b4 белая пешка · c4 белая пешка · d4 белая пешка · a3 белый конь · b3 чёрная пешка · a2 чёрная пешка · b2 белый король · e2 чёрная пешка · h2 чёрная пешка · d1 чёрный король · e1 чёрная ладья · f1 чёрный слон · h1 чёрная ладья | a7 чёрный слон · h7 чёрная пешка · a6 чёрная пешка · b6 чёрная пешка · f5 белый слон · g5 белый слон · b4 белая пешка · c4 белая пешка · d4 белая пешка · a3 белый конь · b3 чёрная пешка · a2 чёрная пешка · b2 белый король · e2 чёрная пешка · h2 чёрная пешка · d1 чёрный король · e1 чёрная ладья · f1 чёрный слон · h1 чёрная ладья | a7 чёрный слон · h7 чёрная пешка · a6 чёрная пешка · b6 чёрная пешка · f5 белый слон · g5 белый слон · b4 белая пешка · c4 белая пешка · d4 белая пешка · a3 белый конь · b3 чёрная пешка · a2 чёрная пешка · b2 белый король · e2 чёрная пешка · h2 чёрная пешка · d1 чёрный король · e1 чёрная ладья · f1 чёрный слон · h1 чёрная ладья | a7 чёрный слон · h7 чёрная пешка · a6 чёрная пешка · b6 чёрная пешка · f5 белый слон · g5 белый слон · b4 белая пешка · c4 белая пешка · d4 белая пешка · a3 белый конь · b3 чёрная пешка · a2 чёрная пешка · b2 белый король · e2 чёрная пешка · h2 чёрная пешка · d1 чёрный король · e1 чёрная ладья · f1 чёрный слон · h1 чёрная ладья | a7 чёрный слон · h7 чёрная пешка · a6 чёрная пешка · b6 чёрная пешка · f5 белый слон · g5 белый слон · b4 белая пешка · c4 белая пешка · d4 белая пешка · a3 белый конь · b3 чёрная пешка · a2 чёрная пешка · b2 белый король · e2 чёрная пешка · h2 чёрная пешка · d1 чёрный король · e1 чёрная ладья · f1 чёрный слон · h1 чёрная ладья | a7 чёрный слон · h7 чёрная пешка · a6 чёрная пешка · b6 чёрная пешка · f5 белый слон · g5 белый слон · b4 белая пешка · c4 белая пешка · d4 белая пешка · a3 белый конь · b3 чёрная пешка · a2 чёрная пешка · b2 белый король · e2 чёрная пешка · h2 чёрная пешка · d1 чёрный король · e1 чёрная ладья · f1 чёрный слон · h1 чёрная ладья | a7 чёрный слон · h7 чёрная пешка · a6 чёрная пешка · b6 чёрная пешка · f5 белый слон · g5 белый слон · b4 белая пешка · c4 белая пешка · d4 белая пешка · a3 белый конь · b3 чёрная пешка · a2 чёрная пешка · b2 белый король · e2 чёрная пешка · h2 чёрная пешка · d1 чёрный король · e1 чёрная ладья · f1 чёрный слон · h1 чёрная ладья | 6 |
| 5 | a7 чёрный слон · h7 чёрная пешка · a6 чёрная пешка · b6 чёрная пешка · f5 белый слон · g5 белый слон · b4 белая пешка · c4 белая пешка · d4 белая пешка · a3 белый конь · b3 чёрная пешка · a2 чёрная пешка · b2 белый король · e2 чёрная пешка · h2 чёрная пешка · d1 чёрный король · e1 чёрная ладья · f1 чёрный слон · h1 чёрная ладья | a7 чёрный слон · h7 чёрная пешка · a6 чёрная пешка · b6 чёрная пешка · f5 белый слон · g5 белый слон · b4 белая пешка · c4 белая пешка · d4 белая пешка · a3 белый конь · b3 чёрная пешка · a2 чёрная пешка · b2 белый король · e2 чёрная пешка · h2 чёрная пешка · d1 чёрный король · e1 чёрная ладья · f1 чёрный слон · h1 чёрная ладья | a7 чёрный слон · h7 чёрная пешка · a6 чёрная пешка · b6 чёрная пешка · f5 белый слон · g5 белый слон · b4 белая пешка · c4 белая пешка · d4 белая пешка · a3 белый конь · b3 чёрная пешка · a2 чёрная пешка · b2 белый король · e2 чёрная пешка · h2 чёрная пешка · d1 чёрный король · e1 чёрная ладья · f1 чёрный слон · h1 чёрная ладья | a7 чёрный слон · h7 чёрная пешка · a6 чёрная пешка · b6 чёрная пешка · f5 белый слон · g5 белый слон · b4 белая пешка · c4 белая пешка · d4 белая пешка · a3 белый конь · b3 чёрная пешка · a2 чёрная пешка · b2 белый король · e2 чёрная пешка · h2 чёрная пешка · d1 чёрный король · e1 чёрная ладья · f1 чёрный слон · h1 чёрная ладья | a7 чёрный слон · h7 чёрная пешка · a6 чёрная пешка · b6 чёрная пешка · f5 белый слон · g5 белый слон · b4 белая пешка · c4 белая пешка · d4 белая пешка · a3 белый конь · b3 чёрная пешка · a2 чёрная пешка · b2 белый король · e2 чёрная пешка · h2 чёрная пешка · d1 чёрный король · e1 чёрная ладья · f1 чёрный слон · h1 чёрная ладья | a7 чёрный слон · h7 чёрная пешка · a6 чёрная пешка · b6 чёрная пешка · f5 белый слон · g5 белый слон · b4 белая пешка · c4 белая пешка · d4 белая пешка · a3 белый конь · b3 чёрная пешка · a2 чёрная пешка · b2 белый король · e2 чёрная пешка · h2 чёрная пешка · d1 чёрный король · e1 чёрная ладья · f1 чёрный слон · h1 чёрная ладья | a7 чёрный слон · h7 чёрная пешка · a6 чёрная пешка · b6 чёрная пешка · f5 белый слон · g5 белый слон · b4 белая пешка · c4 белая пешка · d4 белая пешка · a3 белый конь · b3 чёрная пешка · a2 чёрная пешка · b2 белый король · e2 чёрная пешка · h2 чёрная пешка · d1 чёрный король · e1 чёрная ладья · f1 чёрный слон · h1 чёрная ладья | a7 чёрный слон · h7 чёрная пешка · a6 чёрная пешка · b6 чёрная пешка · f5 белый слон · g5 белый слон · b4 белая пешка · c4 белая пешка · d4 белая пешка · a3 белый конь · b3 чёрная пешка · a2 чёрная пешка · b2 белый король · e2 чёрная пешка · h2 чёрная пешка · d1 чёрный король · e1 чёрная ладья · f1 чёрный слон · h1 чёрная ладья | 5 |
| 4 | a7 чёрный слон · h7 чёрная пешка · a6 чёрная пешка · b6 чёрная пешка · f5 белый слон · g5 белый слон · b4 белая пешка · c4 белая пешка · d4 белая пешка · a3 белый конь · b3 чёрная пешка · a2 чёрная пешка · b2 белый король · e2 чёрная пешка · h2 чёрная пешка · d1 чёрный король · e1 чёрная ладья · f1 чёрный слон · h1 чёрная ладья | a7 чёрный слон · h7 чёрная пешка · a6 чёрная пешка · b6 чёрная пешка · f5 белый слон · g5 белый слон · b4 белая пешка · c4 белая пешка · d4 белая пешка · a3 белый конь · b3 чёрная пешка · a2 чёрная пешка · b2 белый король · e2 чёрная пешка · h2 чёрная пешка · d1 чёрный король · e1 чёрная ладья · f1 чёрный слон · h1 чёрная ладья | a7 чёрный слон · h7 чёрная пешка · a6 чёрная пешка · b6 чёрная пешка · f5 белый слон · g5 белый слон · b4 белая пешка · c4 белая пешка · d4 белая пешка · a3 белый конь · b3 чёрная пешка · a2 чёрная пешка · b2 белый король · e2 чёрная пешка · h2 чёрная пешка · d1 чёрный король · e1 чёрная ладья · f1 чёрный слон · h1 чёрная ладья | a7 чёрный слон · h7 чёрная пешка · a6 чёрная пешка · b6 чёрная пешка · f5 белый слон · g5 белый слон · b4 белая пешка · c4 белая пешка · d4 белая пешка · a3 белый конь · b3 чёрная пешка · a2 чёрная пешка · b2 белый король · e2 чёрная пешка · h2 чёрная пешка · d1 чёрный король · e1 чёрная ладья · f1 чёрный слон · h1 чёрная ладья | a7 чёрный слон · h7 чёрная пешка · a6 чёрная пешка · b6 чёрная пешка · f5 белый слон · g5 белый слон · b4 белая пешка · c4 белая пешка · d4 белая пешка · a3 белый конь · b3 чёрная пешка · a2 чёрная пешка · b2 белый король · e2 чёрная пешка · h2 чёрная пешка · d1 чёрный король · e1 чёрная ладья · f1 чёрный слон · h1 чёрная ладья | a7 чёрный слон · h7 чёрная пешка · a6 чёрная пешка · b6 чёрная пешка · f5 белый слон · g5 белый слон · b4 белая пешка · c4 белая пешка · d4 белая пешка · a3 белый конь · b3 чёрная пешка · a2 чёрная пешка · b2 белый король · e2 чёрная пешка · h2 чёрная пешка · d1 чёрный король · e1 чёрная ладья · f1 чёрный слон · h1 чёрная ладья | a7 чёрный слон · h7 чёрная пешка · a6 чёрная пешка · b6 чёрная пешка · f5 белый слон · g5 белый слон · b4 белая пешка · c4 белая пешка · d4 белая пешка · a3 белый конь · b3 чёрная пешка · a2 чёрная пешка · b2 белый король · e2 чёрная пешка · h2 чёрная пешка · d1 чёрный король · e1 чёрная ладья · f1 чёрный слон · h1 чёрная ладья | a7 чёрный слон · h7 чёрная пешка · a6 чёрная пешка · b6 чёрная пешка · f5 белый слон · g5 белый слон · b4 белая пешка · c4 белая пешка · d4 белая пешка · a3 белый конь · b3 чёрная пешка · a2 чёрная пешка · b2 белый король · e2 чёрная пешка · h2 чёрная пешка · d1 чёрный король · e1 чёрная ладья · f1 чёрный слон · h1 чёрная ладья | 4 |
| 3 | a7 чёрный слон · h7 чёрная пешка · a6 чёрная пешка · b6 чёрная пешка · f5 белый слон · g5 белый слон · b4 белая пешка · c4 белая пешка · d4 белая пешка · a3 белый конь · b3 чёрная пешка · a2 чёрная пешка · b2 белый король · e2 чёрная пешка · h2 чёрная пешка · d1 чёрный король · e1 чёрная ладья · f1 чёрный слон · h1 чёрная ладья | a7 чёрный слон · h7 чёрная пешка · a6 чёрная пешка · b6 чёрная пешка · f5 белый слон · g5 белый слон · b4 белая пешка · c4 белая пешка · d4 белая пешка · a3 белый конь · b3 чёрная пешка · a2 чёрная пешка · b2 белый король · e2 чёрная пешка · h2 чёрная пешка · d1 чёрный король · e1 чёрная ладья · f1 чёрный слон · h1 чёрная ладья | a7 чёрный слон · h7 чёрная пешка · a6 чёрная пешка · b6 чёрная пешка · f5 белый слон · g5 белый слон · b4 белая пешка · c4 белая пешка · d4 белая пешка · a3 белый конь · b3 чёрная пешка · a2 чёрная пешка · b2 белый король · e2 чёрная пешка · h2 чёрная пешка · d1 чёрный король · e1 чёрная ладья · f1 чёрный слон · h1 чёрная ладья | a7 чёрный слон · h7 чёрная пешка · a6 чёрная пешка · b6 чёрная пешка · f5 белый слон · g5 белый слон · b4 белая пешка · c4 белая пешка · d4 белая пешка · a3 белый конь · b3 чёрная пешка · a2 чёрная пешка · b2 белый король · e2 чёрная пешка · h2 чёрная пешка · d1 чёрный король · e1 чёрная ладья · f1 чёрный слон · h1 чёрная ладья | a7 чёрный слон · h7 чёрная пешка · a6 чёрная пешка · b6 чёрная пешка · f5 белый слон · g5 белый слон · b4 белая пешка · c4 белая пешка · d4 белая пешка · a3 белый конь · b3 чёрная пешка · a2 чёрная пешка · b2 белый король · e2 чёрная пешка · h2 чёрная пешка · d1 чёрный король · e1 чёрная ладья · f1 чёрный слон · h1 чёрная ладья | a7 чёрный слон · h7 чёрная пешка · a6 чёрная пешка · b6 чёрная пешка · f5 белый слон · g5 белый слон · b4 белая пешка · c4 белая пешка · d4 белая пешка · a3 белый конь · b3 чёрная пешка · a2 чёрная пешка · b2 белый король · e2 чёрная пешка · h2 чёрная пешка · d1 чёрный король · e1 чёрная ладья · f1 чёрный слон · h1 чёрная ладья | a7 чёрный слон · h7 чёрная пешка · a6 чёрная пешка · b6 чёрная пешка · f5 белый слон · g5 белый слон · b4 белая пешка · c4 белая пешка · d4 белая пешка · a3 белый конь · b3 чёрная пешка · a2 чёрная пешка · b2 белый король · e2 чёрная пешка · h2 чёрная пешка · d1 чёрный король · e1 чёрная ладья · f1 чёрный слон · h1 чёрная ладья | a7 чёрный слон · h7 чёрная пешка · a6 чёрная пешка · b6 чёрная пешка · f5 белый слон · g5 белый слон · b4 белая пешка · c4 белая пешка · d4 белая пешка · a3 белый конь · b3 чёрная пешка · a2 чёрная пешка · b2 белый король · e2 чёрная пешка · h2 чёрная пешка · d1 чёрный король · e1 чёрная ладья · f1 чёрный слон · h1 чёрная ладья | 3 |
| 2 | a7 чёрный слон · h7 чёрная пешка · a6 чёрная пешка · b6 чёрная пешка · f5 белый слон · g5 белый слон · b4 белая пешка · c4 белая пешка · d4 белая пешка · a3 белый конь · b3 чёрная пешка · a2 чёрная пешка · b2 белый король · e2 чёрная пешка · h2 чёрная пешка · d1 чёрный король · e1 чёрная ладья · f1 чёрный слон · h1 чёрная ладья | a7 чёрный слон · h7 чёрная пешка · a6 чёрная пешка · b6 чёрная пешка · f5 белый слон · g5 белый слон · b4 белая пешка · c4 белая пешка · d4 белая пешка · a3 белый конь · b3 чёрная пешка · a2 чёрная пешка · b2 белый король · e2 чёрная пешка · h2 чёрная пешка · d1 чёрный король · e1 чёрная ладья · f1 чёрный слон · h1 чёрная ладья | a7 чёрный слон · h7 чёрная пешка · a6 чёрная пешка · b6 чёрная пешка · f5 белый слон · g5 белый слон · b4 белая пешка · c4 белая пешка · d4 белая пешка · a3 белый конь · b3 чёрная пешка · a2 чёрная пешка · b2 белый король · e2 чёрная пешка · h2 чёрная пешка · d1 чёрный король · e1 чёрная ладья · f1 чёрный слон · h1 чёрная ладья | a7 чёрный слон · h7 чёрная пешка · a6 чёрная пешка · b6 чёрная пешка · f5 белый слон · g5 белый слон · b4 белая пешка · c4 белая пешка · d4 белая пешка · a3 белый конь · b3 чёрная пешка · a2 чёрная пешка · b2 белый король · e2 чёрная пешка · h2 чёрная пешка · d1 чёрный король · e1 чёрная ладья · f1 чёрный слон · h1 чёрная ладья | a7 чёрный слон · h7 чёрная пешка · a6 чёрная пешка · b6 чёрная пешка · f5 белый слон · g5 белый слон · b4 белая пешка · c4 белая пешка · d4 белая пешка · a3 белый конь · b3 чёрная пешка · a2 чёрная пешка · b2 белый король · e2 чёрная пешка · h2 чёрная пешка · d1 чёрный король · e1 чёрная ладья · f1 чёрный слон · h1 чёрная ладья | a7 чёрный слон · h7 чёрная пешка · a6 чёрная пешка · b6 чёрная пешка · f5 белый слон · g5 белый слон · b4 белая пешка · c4 белая пешка · d4 белая пешка · a3 белый конь · b3 чёрная пешка · a2 чёрная пешка · b2 белый король · e2 чёрная пешка · h2 чёрная пешка · d1 чёрный король · e1 чёрная ладья · f1 чёрный слон · h1 чёрная ладья | a7 чёрный слон · h7 чёрная пешка · a6 чёрная пешка · b6 чёрная пешка · f5 белый слон · g5 белый слон · b4 белая пешка · c4 белая пешка · d4 белая пешка · a3 белый конь · b3 чёрная пешка · a2 чёрная пешка · b2 белый король · e2 чёрная пешка · h2 чёрная пешка · d1 чёрный король · e1 чёрная ладья · f1 чёрный слон · h1 чёрная ладья | a7 чёрный слон · h7 чёрная пешка · a6 чёрная пешка · b6 чёрная пешка · f5 белый слон · g5 белый слон · b4 белая пешка · c4 белая пешка · d4 белая пешка · a3 белый конь · b3 чёрная пешка · a2 чёрная пешка · b2 белый король · e2 чёрная пешка · h2 чёрная пешка · d1 чёрный король · e1 чёрная ладья · f1 чёрный слон · h1 чёрная ладья | 2 |
| 1 | a7 чёрный слон · h7 чёрная пешка · a6 чёрная пешка · b6 чёрная пешка · f5 белый слон · g5 белый слон · b4 белая пешка · c4 белая пешка · d4 белая пешка · a3 белый конь · b3 чёрная пешка · a2 чёрная пешка · b2 белый король · e2 чёрная пешка · h2 чёрная пешка · d1 чёрный король · e1 чёрная ладья · f1 чёрный слон · h1 чёрная ладья | a7 чёрный слон · h7 чёрная пешка · a6 чёрная пешка · b6 чёрная пешка · f5 белый слон · g5 белый слон · b4 белая пешка · c4 белая пешка · d4 белая пешка · a3 белый конь · b3 чёрная пешка · a2 чёрная пешка · b2 белый король · e2 чёрная пешка · h2 чёрная пешка · d1 чёрный король · e1 чёрная ладья · f1 чёрный слон · h1 чёрная ладья | a7 чёрный слон · h7 чёрная пешка · a6 чёрная пешка · b6 чёрная пешка · f5 белый слон · g5 белый слон · b4 белая пешка · c4 белая пешка · d4 белая пешка · a3 белый конь · b3 чёрная пешка · a2 чёрная пешка · b2 белый король · e2 чёрная пешка · h2 чёрная пешка · d1 чёрный король · e1 чёрная ладья · f1 чёрный слон · h1 чёрная ладья | a7 чёрный слон · h7 чёрная пешка · a6 чёрная пешка · b6 чёрная пешка · f5 белый слон · g5 белый слон · b4 белая пешка · c4 белая пешка · d4 белая пешка · a3 белый конь · b3 чёрная пешка · a2 чёрная пешка · b2 белый король · e2 чёрная пешка · h2 чёрная пешка · d1 чёрный король · e1 чёрная ладья · f1 чёрный слон · h1 чёрная ладья | a7 чёрный слон · h7 чёрная пешка · a6 чёрная пешка · b6 чёрная пешка · f5 белый слон · g5 белый слон · b4 белая пешка · c4 белая пешка · d4 белая пешка · a3 белый конь · b3 чёрная пешка · a2 чёрная пешка · b2 белый король · e2 чёрная пешка · h2 чёрная пешка · d1 чёрный король · e1 чёрная ладья · f1 чёрный слон · h1 чёрная ладья | a7 чёрный слон · h7 чёрная пешка · a6 чёрная пешка · b6 чёрная пешка · f5 белый слон · g5 белый слон · b4 белая пешка · c4 белая пешка · d4 белая пешка · a3 белый конь · b3 чёрная пешка · a2 чёрная пешка · b2 белый король · e2 чёрная пешка · h2 чёрная пешка · d1 чёрный король · e1 чёрная ладья · f1 чёрный слон · h1 чёрная ладья | a7 чёрный слон · h7 чёрная пешка · a6 чёрная пешка · b6 чёрная пешка · f5 белый слон · g5 белый слон · b4 белая пешка · c4 белая пешка · d4 белая пешка · a3 белый конь · b3 чёрная пешка · a2 чёрная пешка · b2 белый король · e2 чёрная пешка · h2 чёрная пешка · d1 чёрный король · e1 чёрная ладья · f1 чёрный слон · h1 чёрная ладья | a7 чёрный слон · h7 чёрная пешка · a6 чёрная пешка · b6 чёрная пешка · f5 белый слон · g5 белый слон · b4 белая пешка · c4 белая пешка · d4 белая пешка · a3 белый конь · b3 чёрная пешка · a2 чёрная пешка · b2 белый король · e2 чёрная пешка · h2 чёрная пешка · d1 чёрный король · e1 чёрная ладья · f1 чёрный слон · h1 чёрная ладья | 1 |
|   | a | b | c | d | e | f | g | h |   |

1.Кс2! (1.Кр:b3? а1К+!) с угрозой 2.Ке3+ Kpd2 3.Kd5+,

1. ... а1Ф+ 2.Кр:b3! (2.Kp:a1? Ch3 3.Ке3+ Kpd2+!)

2. ... Фа4+ 3. Крb2! (но не 3.Крс3? h6 4.С:h6 Фc6!)

3. ... Фа2+ 4.Крс3! (4.Кр:а2? Лg1 5.Kpb2 Л:g5)

4. ... Ф:с4+ 5.Крb2! Фа2+ 6.Кр:а2 Лg1

7.Крb2 Л:g5 8.Ке3+ Kpd2 9.Кс4+! Kpd1 10.Сс2# — задача в стиле С. Лойда.